# Droga krajowa B507 (Niemcy)
Droga krajowa 507 (niem. Bundesstraße 507) – niemiecka droga krajowa przebiegająca na osi wschód-zachód i jest połączeniem drogi B54 w Lohmar z drogą B478 w okolicach Neunkirchen-Seelscheid, dzielnicy Ingersau na południu Nadrenii Północnej-Westfalii.
Droga, jest oznakowana jako B507 od połowy lat 70. XX stulecia.